# Ammannia andongensis
Ammannia andongensis är en fackelblomsväxtart som först beskrevs av Friedrich Welwitsch och William Philip Hiern, och fick sitt nu gällande namn av S.A.Graham och Gandhi. Ammannia andongensis ingår i släktet Ammannia och familjen fackelblomsväxter. Inga underarter finns listade i Catalogue of Life.